# Jimlimi
Jimlimi je maleni gradić na otoku Anjouan na Komorima. Prema popisu iz 1991. ima 3.031. Prema procjeni iz 2009. ima 5.335 stanovnika.